# آسفودل رکوردز
آسفودل رکوردز (انگلیسی: Asphodel Records) یک ناشر موسیقی مستقل آمریکایی است، که در سال ۱۹۹۲ تأسیس شد.